# Port lotniczy Loubomo
Port lotniczy Loubomo – port lotniczy położony w Dolisie, w Republice Konga. Jest to trzeci co do wielkości port lotniczy tego kraju.